# Коста Балабанов
Коста Лазаров Балабанов (на македонска литературна норма: Коста Лазаров Балабанов) е северномакедонски историк и общественик.

## Биография
Коста Балабанов е роден на 5 април 1929 година в град Щип, тогава в Кралството на сърби, хървати и словенци, днес в Северна Македония, в семейство, свързано с българската идея. Племенник е на актьора Никола Балабанов и на професор Александър Балабанов. По време на българското управление през Втората световна война 1941 – 1944 година, членува в българската младежка националистическа организация „Бранник“. През 1945 година се включва активно в нелегална младежка структура на ВМРО в Щипската гимназия, определяна от югославските тайни служби като „ванчомихайловистка“. В нея членуват още Наум Койзаклиев, Мирко Настев, Коле Кожинков, Ванчо Гондев, Ангел Карагьозов, Ристо Шалев и други. На основата на компрометиращ материал е вербуван от Отдела за защита на народа и започва да работи срещу другарите си, след което те са арестувани и осъдени на затвор. На 15 юни 1949 година официално му е заведено лично досие с псевдоним „Марян“ като сътрудник на Управлението за държавна сигурност.
Премества се в Скопие, където завършва история във Философския факултет на Скопския университет през 1954 година, след което работи като консерватор на културни паметници. Работата му включва изследването на църкви в Социалистическа република Македония. През 1959 година става член на Съюза на комунистите на Югославия. За добрата си агентурна работа получава стипендия за специализация в България през 1959 година, а през 1965 година представя докторската си дисертация в Скопския университет. След това пътува до Белгия, където се среща с представители на македонската емиграция в Западна Европа и прави опит да вербува част от тях. Снет е от активна дейност на 15 август 1966 година.
Между 1981 – 1989 година е генерален директор на съвета на Музея на Македония, от 1990 година е председател на Дружеството за македонско-японско сътрудничество и приятелство, а през 2012 година досието му е разкрито съгласно закона в Република Македония. Самият Балабанов твърди, че никога не е бил агент на УДБ и че семейството му е чест обект на публични атаки. В началото на 2012 година критикува управляващата партия на ВМРО-ДПМНЕ, заради обявено чудо в църквата „Свети Димитър“ в Скопие.
Балабанов е лустриран като сътрудник на югославските тайни служби в периода 1949 – 1966 година.